# Paulinus Fröhlich
Paulinus Fröhlich (* 13. Januar 1903 in Gut Metzenhof; † 9. November 1986 in Wolnzach) war ein deutscher römisch-katholischer Pfarrer und Heimatforscher.

## Leben
Paulinus Fröhlich wurde als eines von fünf Kindern in der Gastwirtschaft des Gutes Metzenhof bei Kirchenthumbach geboren. Seine Kindheit verbrachte er in Kirchenthumbach.
Er besuchte das Humanistische Gymnasium Regensburg, wo er 1924 sein Abitur machte. Am 29. Juni 1927 wurde er in Regensburg von Bischof Michael Buchberger zum Priester geweiht.
Von 1935 bis 1954 war Paulinus Fröhlich Pfarrer von Weiding. Er war erklärter Gegner des Nationalsozialismus. Auf Grund dieser Haltung wurde er 1943 vom Gericht in Amberg zu 18 Monaten Gefängnis verurteilt.
Von 1954 bis zu seinem Tod war Paulinus Fröhlich Pfarrer in Wolnzach. Dort machte er sich besonders um den Kindergarten, die Pfarrkirche und die Heimatforschung verdient. Als 1962 der alte Kindergarten des Ortes Wolnzach wegen Baufälligkeit abgerissen wurde, sah sich der Ort aus finanziellen Gründen außerstande, einen neuen Kindergarten zu gründen.
Paulinus Fröhlich baute ohne Zuschüsse aus öffentlichen Mitteln einen neuen Kindergarten.
1962 wurde Paulinus Fröhlich zum Ehrenbürger von Wolnzach ernannt. Außerdem wurde eine Straße in Wolnzach nach ihm benannt.

## Werke
Neben seiner Arbeit als Gemeindepfarrer und Seelsorger beschäftigte Paulinus Fröhlich mit Heimatforschung und verfasste Ortschroniken von Kirchenthumbach, Weiding und Wolnzach:
- Kirchenthumbach. Beiträge zur Geschichte und Kulturgeschichte des Marktes. Buchdruckerei Michael Laßleben Kallmünz, 1951
- Weiding bei Schönsee. Beiträge zur Geschichte des Ortes. 1956
- Wolnzach – Chronik eines Hallertauer Marktes, Verlag Markt Wolnzach, 1980